# 1. Fußball-Club Nürnberg Verein für Leibesübungen 1996-1997
Questa voce raccoglie le informazioni riguardanti il 1. Fußball-Club Nürnberg Verein für Leibesübungen nelle competizioni ufficiali della stagione 1996-1997.

## Stagione
Nella stagione 1996-1997 il Norimberga, allenato da Willi Entenmann, concluse il campionato di Regionalliga sud al 1º posto e fu promosso in 2. Bundesliga. In Coppa di Germania il Norimberga fu eliminato al secondo turno dal Greuther Fürth.

## Rosa
| N. |                     | Ruolo | Calciatore            |
| -- | ------------------- | ----- | --------------------- |
| 1  | Serbia (bandiera)   | P     | Goran Ćurko           |
| 5  | Germania (bandiera) | C     | Peter Knäbel          |
| 6  | Germania (bandiera) | D     | Frank Baumann         |
| 7  | Germania (bandiera) | C     | Michael Wiesinger     |
| 8  | Germania (bandiera) | D     | Henning Bürger        |
| 9  | Germania (bandiera) | A     | Markus Kurth          |
| 10 | Germania (bandiera) | C     | Marc Oechler          |
| 24 | Germania (bandiera) | C     | Armin Störzenhofecker |
|    | Turchia (bandiera)  | D     | Kemal Halat           |
|    | Germania (bandiera) | D     | Carsten Keuler        |
|    | Germania (bandiera) | D     | Uwe Schneider         |

| N. |                     | Ruolo | Calciatore       |
| -- | ------------------- | ----- | ---------------- |
|    | Germania (bandiera) | C     | Christian Hassa  |
|    | Germania (bandiera) | C     | Christian Möckel |
|    | Germania (bandiera) | C     | Timo Rost        |
|    | Croazia (bandiera)  | C     | Ivica Simunec    |
|    | Togo (bandiera)     | C     | Cheriffe Touré   |
|    | Germania (bandiera) | A     | Jürgen Falter    |
|    | Croazia (bandiera)  | A     | Mirza Golubica   |
|    | Germania (bandiera) | A     | Peter Jenkner    |
|    | Lettonia (bandiera) | A     | Vīts Rimkus      |
|    | Ungheria (bandiera) | A     | Andras Tölcseres |

## Organigramma societario
Area tecnica
- Allenatore: Willi Entenmann
- Allenatore in seconda:
- Preparatore dei portieri:
- Preparatori atletici:
- Analisi video:

## Calciomercato

### Sessione estiva
| Acquisti | Acquisti         | Acquisti                 | Acquisti |
| R.       | Nome             | da                       | Modalità |
| -------- | ---------------- | ------------------------ | -------- |
| D        | Henning Bürger   | Saarbrücken              |          |
| A        | Mirza Golubica   | Cibalia                  |          |
| C        | Christian Hassa  | Vestenbergsgreuth        |          |
| D        | Carsten Keuler   | Wattenscheid 09          |          |
| A        | Vīts Rimkus      | Winterthur               |          |
| D        | Uwe Schneider    | Hannover 96              |          |
| C        | Ivica Simunec    | Osijek                   |          |
| A        | Andras Tölcseres | FC Starnberg             |          |
| C        | Cheriffe Touré   | Eintracht Francoforte II |          |

| Cessioni | Cessioni           | Cessioni         | Cessioni |
| R.       | Nome               | a                | Modalità |
| -------- | ------------------ | ---------------- | -------- |
| C        | Ante Čović         | Hertha Berlino   |          |
| P        | Harald Ebertz      | Saarbrücken      |          |
| D        | Robert Kovač       | Bayer Leverkusen |          |
| D        | Samuel Kuffour     | Bayern Monaco    |          |
| A        | Joe-Max Moore      | N.E. Revolution  |          |
| C        | Martin Przondziono | Quelle Fürth     |          |
| C        | Oliver Straube     | Uerdingen 05     |          |
| D        | Rainer Zietsch     | Greuther Fürth   |          |

### Sessione invernale
| Acquisti | Acquisti      | Acquisti               | Acquisti |
| R.       | Nome          | da                     | Modalità |
| -------- | ------------- | ---------------------- | -------- |
| A        | Jürgen Falter | SG Post Süd/Regensburg |          |

| Cessioni | Cessioni | Cessioni | Cessioni |
| R.       | Nome     | a        | Modalità |
| -------- | -------- | -------- | -------- |

## Risultati

### Regionalliga

#### Girone di andata
| 3 agosto 1996, ore 15:00 CEST 1ª giornata | Hessen Kassel | 0 – 2 | Norimberga |  |

| 17 agosto 1996, ore 14:30 CEST 2ª giornata | Norimberga | 2 – 0 | VfR Mannheim |  |

| 25 agosto 1996, ore 18:00 CEST 3ª giornata | Borussia Fulda | 1 – 1 | Norimberga |  |

| 1º ottobre 1996, ore 19:15 CEST 4ª giornata | Norimberga | 4 – 0 | Egelsbach |  |

| 7 settembre 1996, ore 14:30 CEST 5ª giornata | Augusta | 0 – 2 | Norimberga |  |

| 14 settembre 1996, ore 14:30 CEST 6ª giornata | Norimberga | 3 – 1 | Reutlingen |  |

| 22 settembre 1996, ore 11:30 CEST 7ª giornata | Ludwigsburg | 0 – 3 | Norimberga |  |

| 26 settembre 1996, ore 19:30 CEST 8ª giornata | Norimberga | 4 – 1 | Weismain |  |

| 5 ottobre 1996, ore 14:30 CEST 9ª giornata | Greuther Fürth | 3 – 1 | Norimberga |  |

| 12 ottobre 1996, ore 14:30 CEST 10ª giornata | Norimberga | 4 – 1 | Ulma |  |

| 18 ottobre 1996, ore 19:00 CEST 11ª giornata | Bayern Monaco II | 2 – 2 | Norimberga |  |

| 25 ottobre 1996, ore 19:15 CEST 12ª giornata | Norimberga | 1 – 0 | Neukirchen |  |

| 2 novembre 1996, ore 15:00 CET 13ª giornata | Darmstadt | 2 – 3 | Norimberga |  |

| 13 novembre 1996, ore 19:30 CET 14ª giornata | Norimberga | 5 – 0 | Karlsruhe II |  |

| 23 novembre 1996, ore 14:30 CET 15ª giornata | Ditzingen | 0 – 2 | Norimberga |  |

| 4 dicembre 1996, ore 20:00 CET 16ª giornata | Norimberga | 4 – 0 | Wacker Burghausen |  |

| 7 dicembre 1996, ore 14:00 CET 17ª giornata | Quelle Fürth | 0 – 1 | Norimberga |  |

#### Girone di ritorno
| 22 febbraio 1997, ore 15:00 CET 18ª giornata | Norimberga | 4 – 0 | Hessen Kassel |  |

| 1º marzo 1997, ore 15:00 CET 19ª giornata | VfR Mannheim | 2 – 2 | Norimberga |  |

| 8 marzo 1997, ore 15:00 CET 20ª giornata | Norimberga | 1 – 0 | Borussia Fulda |  |

| 15 marzo 1997, ore 15:00 CET 21ª giornata | Egelsbach | 1 – 5 | Norimberga |  |

| 22 marzo 1997, ore 14:30 CET 22ª giornata | Norimberga | 2 – 1 | Augusta |  |

| 29 marzo 1997, ore 14:30 CET 23ª giornata | Reutlingen | 2 – 0 | Norimberga |  |

| 5 aprile 1997, ore 14:30 CEST 24ª giornata | Norimberga | 2 – 0 | Ludwigsburg |  |

| 12 aprile 1997, ore 14:30 CEST 25ª giornata | Weismain | 0 – 2 | Norimberga |  |

| 19 aprile 1997, ore 15:00 CEST 26ª giornata | Norimberga | 1 – 0 | Greuther Fürth |  |

| 26 aprile 1997, ore 14:30 CEST 27ª giornata | Ulma | 2 – 3 | Norimberga |  |

| 3 maggio 1997, ore 15:00 CEST 28ª giornata | Norimberga | 3 – 0 | Bayern Monaco II |  |

| 11 maggio 1997, ore 18:00 CEST 29ª giornata | Neukirchen | 1 – 0 | Norimberga |  |

| 8 maggio 1997, ore 19:00 CEST 30ª giornata | Norimberga | 2 – 2 | Darmstadt |  |

| 25 maggio 1997, ore 15:00 CEST 31ª giornata | Karlsruhe II | 0 – 1 | Norimberga |  |

| 29 maggio 1997, ore 15:00 CEST 32ª giornata | Norimberga | 1 – 1 | Ditzingen |  |

| 1º giugno 1997, ore 15:00 CEST 33ª giornata | Wacker Burghausen | 2 – 0 | Norimberga |  |

| 7 giugno 1997, ore 15:00 CEST 34ª giornata | Norimberga | 2 – 1 | Quelle Fürth |  |

### Coppa di Germania
| Arbitro: | Bastian |

|               |           |  |
| Wiesinger 64’ | Marcatori |  |

| Arbitro: | Krug |

|                        |           |                      |
| Lotter 27’ Dumpert 63’ | Marcatori | 50’ (aut.) Preljević |

## Statistiche

### Statistiche di squadra
| Competizione      | Punti | In casa | In casa | In casa | In casa | In casa | In casa | In trasferta | In trasferta | In trasferta | In trasferta | In trasferta | In trasferta | Totale | Totale | Totale | Totale | Totale | Totale | DR  |
| Competizione      | Punti | G       | V       | N       | P       | Gf      | Gs      | G            | V            | N            | P            | Gf           | Gs           | G      | V      | N      | P      | Gf     | Gs     | DR  |
| ----------------- | ----- | ------- | ------- | ------- | ------- | ------- | ------- | ------------ | ------------ | ------------ | ------------ | ------------ | ------------ | ------ | ------ | ------ | ------ | ------ | ------ | --- |
| Regionalliga sud  | 80    | 17      | 15      | 2       | 0       | 45      | 8       | 17           | 10           | 3            | 4            | 30           | 18           | 34     | 25     | 5      | 4      | 75     | 26     | +49 |
| Coppa di Germania | -     | 1       | 1       | 0       | 0       | 1       | 0       | 1            | 0            | 0            | 1            | 1            | 2            | 2      | 1      | 0      | 1      | 2      | 2      | 0   |
| Totale            | 80    | 18      | 16      | 2       | 0       | 46      | 8       | 18           | 10           | 3            | 5            | 31           | 20           | 36     | 26     | 5      | 5      | 77     | 28     | +49 |

### Andamento in campionato
| Giornata  | 1 | 2 | 3 | 4 | 5 | 6 | 7 | 8 | 9 | 10 | 11 | 12 | 13 | 14 | 15 | 16 | 17 | 18 | 19 | 20 | 21 | 22 | 23 | 24 | 25 | 26 | 27 | 28 | 29 | 30 | 31 | 32 | 33 | 34 |
| --------- | - | - | - | - | - | - | - | - | - | -- | -- | -- | -- | -- | -- | -- | -- | -- | -- | -- | -- | -- | -- | -- | -- | -- | -- | -- | -- | -- | -- | -- | -- | -- |
| Luogo     | T | C | T | C | T | C | T | C | T | C  | T  | C  | T  | C  | T  | C  | T  | C  | T  | C  | T  | C  | T  | C  | T  | C  | T  | C  | T  | C  | T  | C  | T  | C  |
| Risultato | V | V | N | V | V | V | V | V | P | V  | N  | V  | V  | V  | V  | V  | V  | V  | N  | V  | V  | V  | P  | V  | V  | V  | V  | V  | P  | N  | V  | N  | P  | V  |
| Posizione | 6 | 3 | 4 | 1 | 1 | 1 | 1 | 1 | 2 | 2  | 2  | 2  | 2  | 2  | 2  | 1  | 1  | 1  | 1  | 1  | 1  | 1  | 1  | 1  | 1  | 1  | 1  | 1  | 1  | 1  | 1  | 1  | 1  | 1  |

Legenda:

Luogo: C = Casa; T = Trasferta. Risultato: V = Vittoria; N = Pareggio; P = Sconfitta.

### Statistiche dei giocatori
| F. Baumann         | 2 | 0 | 0 | 0 |
| H. Bürger          | 2 | 0 | 1 | 0 |
| J. Falter          | 0 | 0 | 0 | 0 |
| M. Golubica        | 2 | 0 | 0 | 0 |
| K. Halat           | 0 | 0 | 0 | 0 |
| C. Hassa           | 2 | 0 | 0 | 0 |
| P. Jenkner         | 0 | 0 | 0 | 0 |
| C. Keuler          | 2 | 0 | 1 | 0 |
| P. Knäbel          | 2 | 0 | 0 | 0 |
| M. Kurth           | 2 | 0 | 0 | 0 |
| C. Möckel          | 1 | 0 | 0 | 0 |
| M. Oechler         | 2 | 0 | 1 | 0 |
| V. Rimkus          | 1 | 0 | 0 | 0 |
| T. Rost            | 2 | 0 | 0 | 0 |
| U. Schneider       | 1 | 0 | 0 | 0 |
| I. Simunec         | 2 | 0 | 0 | 0 |
| A. Störzenhofecker | 0 | 0 | 0 | 0 |
| C. Touré           | 0 | 0 | 0 | 0 |
| A. Tölcseres       | 1 | 0 | 0 | 0 |
| M. Wiesinger       | 2 | 1 | 1 | 0 |
| G. Ćurko           | 2 | 0 | 0 | 0 |